# Mārkotī
Mārkotī (persiska: ماركتی) är en ort i Iran.   Den ligger i provinsen Mazandaran, i den norra delen av landet, 120 km nordost om huvudstaden Teheran. Mārkotī ligger 54 meter över havet och antalet invånare är 243.
Terrängen runt Mārkotī är platt, och sluttar norrut. Runt Mārkotī är det ganska tätbefolkat, med 149 invånare per kvadratkilometer. Närmaste större samhälle är Āmol, 4,8 km sydost om Mārkotī. Trakten runt Mārkotī består till största delen av jordbruksmark.